# Oiophysa pendergrasti

Oiophysa distincta  (лат.) — вид полужесткокрылых насекомых из семейства Peloridiidae. Новая Зеландия.

## Описание
Мелкие полужесткокрылые насекомые с полупрозрачными надкрыльями, длина тела 2—3 мм. Ширина головы 0,89–1,09 мм;
длина головы 0,19–0,23 мм. Комбинированная ширина двух надкрылий до 1,68 мм. Основная окраска желтоватая, глаза красновато-коричневые. Форма тела широкоовальная, плоская. Голова поперечная, от овальной до почти V-образной формы (вид сверху). Пронотум в 3,3 раза шире своей длины. Оцеллии отсутствуют. Усики короткие 3-члениковые, булавовидные. Ротовые части гопогнатические. Лапки 2-члениковые. Нелетающие брахиптерные насекомые. Встречаются в лесах из южного бука (Nothofagus). Сезонность: отмечены в сентябре — ноябре, в феврале и мае.